# Future Transport Helicopter
Beim Future Transport Helicopter, kurz FTH, handelt es sich um ein Projekt für einen schweren Transporthubschrauber der Firma Airbus Helicopters (vormals Eurocopter). Derzeit befindet sich die Studie noch in der Analysephase; die beteiligten europäischen Länder wünschen sich weitere, bevorzugt US-amerikanische Partner. Im September 2012 wurde eine Kooperationsvereinbarung mit Boeing unterzeichnet.

## Geschichte
Nachdem die deutsche Heeresfliegertruppe zusammen mit der französischen wehrtechnischen Behörde Direction générale de l’armement Ende 2003 die Grundvoraussetzungen für einen neuen, schweren Transporthubschrauber festgelegt hatte, wurden bei Eurocopter Studien angestrengt, um einen Nachfolger für die in die Jahre gekommenen CH-53G/GS-Hubschrauber zu entwickeln. Im Frühjahr 2004 wurde jedoch bekannt, dass in naher Zukunft keine Mittel für die Entwicklung bereitstehen würden und ein derartiges Projekt erst im Jahre 2015 in Angriff genommen werden könnte.
Im Februar 2006 wurden vom Bundesamt für Wehrtechnik und Beschaffung in Koblenz Erkundigungen bei Eurocopter bezüglich des Heavy Transport Helicopter (HTH, später umbenannt in FTH) eingeholt.
Im März 2006 gab Eurocopter bekannt, dass ein HTH frühestens im Jahr 2018 verfügbar wäre, unter der Voraussetzung einer Zusammenarbeit mit einer anderen Firma und einem Entwicklungsbeginn 2010.
Momentan liegt das Augenmerk hinsichtlich des zweiten beteiligten Unternehmens auf der Firma Sikorsky, die bereits die CH-53K für das US Marine Corps entwickelt.
Im Mai 2009 beschlossen die EU-Verteidigungsminister dieses Projekt zu einem europäischen Vorhaben zu machen. Zudem wurden Vertreter aus den USA dazu eingeladen.
Eine im September 2012 unterzeichnete Kooperationsvereinbarung mit der Mobility-Sparte von Boeing macht für eine Investition des amerikanischen Luftfahrtunternehmens einen ausreichenden Markt und ein für Boeing interessantes Produkt zur Voraussetzung.
In einem Antwortschreiben auf eine Große Anfrage der SPD im April 2013 wurde bekannt, dass eine vollständige Neuentwicklung aus Kostengründen verworfen wurde (siehe Seite 139 der genannten Antwort der Bundesregierung). Eine Weiterentwicklung bereits bestehender Hubschraubersysteme wird von der Europäischen Verteidigungsagentur untersucht.

## Hintergrund
Um Maschinen wie die CH-53 oder die Chinook ersetzen zu können, benötigen die NATO-Staaten einen Hubschrauber, der den in der Vergangenheit stetig gestiegenen Anforderungen gerecht wird.
Dazu zählen unter anderem:
- Beweglicher Rotorkopf mit Rotorblättern aus Hochleistungs-Verbundwerkstoffen
- Glas-Cockpit mit 4-Achsen-Autopilot und Sensoren für Allwetterflugtauglichkeit
- Fly-by-wire oder Fly-by-light
- Modular aufgebauter ballistischer Schutz
- Zelle aus Faserverbundwerkstoffen
- reduzierte Signatur

Im Frühling 2004 stellte Eurocopter fest, dass das FTH-Programm sich ideal für eine internationale Kooperation eignen würde. Vor allem eine transatlantische Partnerschaft wäre erstrebenswert, um die immensen Entwicklungs- und Produktionskosten zu senken.
Deutschland sah 2009 einen Bedarf von 40 Stück und Frankreich von 20 Stück.